# 宋景哲
宋景哲（韓語：송경철，1952年11月5日—），韓國男演員。

## 演出作品

### 電視劇
- 1997年：KBS《一隻青鳥》
- 2007年：MBC《太王四神記》
- 2010年：SBS《Giant》飾演 南英初
- 2010年：MBC《金首露》
- 2011年：SBS《武士白東修》飾演 張朗
- 2012年：SBS《工薪族楚漢志》飾演 彭　越
- 2012年：SBS《信義》
- 2013年：SBS《錢的化身》
- 2013年：SBS《兩個女人的房間》飾演 殷起滿
- 2013年：MBC《奇皇后》飾演 莫生/赤虎
- 2014年：KBS《鋼鐵人》
- 2015年：SBS《龍八夷》飾演 斗哲
- 2016年：MBC《Monster》飾演 宮福信
- 2016年：tvN《THE K2》飾演 宋詠春
- 2019年：SBS《Big Issue》飾演 杜哲
- 2022年：MBC《黑話律師》飾演 楊春植

### 電影
- 1990年：《處刑警察》
- 2015年：《西部戰線1953》
- 2017年：《The Prison》
- 2018年：《边山》饰演 患者（特别出演）

### 綜藝
- 2023年：《喪屍宇宙》

## 外部連結
- NAVER搜索